# Mercedes Morán
Mercedes Beatriz Morán (Villa Dolores, Córdoba, 21 de setembre de 1955) és una actriu argentina de cinema, teatre i televisió.

## Biografia
Es va casar als 17 anys i amb la desaprovació dels seus pares. En aquells dies, el teatre no figurava en la seva llista de projectes i sí, en canvi, la sociologia. «Vaig arribar a l'actuació d'una manera molt casual, encara que no crec en les casualitats. Jo cursava sociologia i els militars van deixar sense efecte la meva carrera». Per a no perdre l'any, Mercedes es va apuntar a un taller d'actuació amb l'actor Lito Cruz. La seva carrera com a actriu començava a esbossar-se.
Té tres filles: Mercedes i María del seu primer matrimoni i Manuela, fruit d'una llarga relació amb l'actor Oscar Martínez, de qui es divorcia l'any 2000.
Després de finalitzar Gasoleros, allà pel 2000, va decidir deixar descansar al personatge i donar-se una pausa de la pantalla petita, donant-se un temps per ella i la seva família. L'any 2001 torna a la TV amb Culpables, unitari guanyador del Martín Fierro d'Or.
Després va participar en les sèries Tiempo final, Infieles, Conflictos en red i Mujeres Asesinas.
El 2006 va ser una de les protagonistes de la versió argentina de Amas de casa desesperadas, interpretant a Lía Salgari.
El 2008 va protagonitzar la minisèrie Socias al costat de Nancy Dupláa i Andrea Pietra, personificant a Inés Asturias.
El 2011 va actuar a la sèrie El hombre de tu vida, amb el personatge de Gloria Pinotti, prima d'Hugo Bermúdez, aquest interpretat al seu torn per Guillermo Francella, amb el qual va guanyar el Martín Fierro a millor actriu d'unitari durant dos anys consecutius.
El 2014 protagonitza la pel·lícula Betibú que va significar el seu primer protagonista absolut al cinema. En televisió interpreta Mónica Duarte en la telenovel·la, Guapas.
El juny de 2016 estrena el seu unipersonal "Ay amor divino", amb text propi i sota la direcció de Claudio Tolcachir.
Al novembre de 2018, en la recepció del premi a tota la seva trajectòria al Festival Internacional de Cinema de Mar del Plata, va posar de manifest el seu suport a l'avortament legal, segur i gratuït, en exhibir al seu canell el mocador verd, símbol a l'Argentina de la reclamació d'aquest dret.
El març de 2022 va rebre el Premi Retrospectiva del Festival de Màlaga.

## Filmografia

### Televisió
| Any       | Títol                      | Personatge                                               | Canal              |
| --------- | -------------------------- | -------------------------------------------------------- | ------------------ |
| 1980      | Donde pueda quererte       |                                                          | Canal 11           |
| 1980-1981 | Rosa... de lejos           | Paola Carbó Alvear                                       | Canal 7            |
| 1984      | La señora Ordoñez          | Irma Varela Pérez                                        | Canal 7            |
| 1984      | Nosotros y los miedos      |                                                          | Canal 9            |
| 1987      | Por siempre amigos         | Andrea                                                   | Telefe             |
| 1990      | Atreverse                  | Mechi "Ep: un..uno..una" / "Ep: Mirarse a la cara (1-2)" | Telefe             |
| 1992      | Luces y sombras            | Laura                                                    | Telefe             |
| 1992      | Amores                     |                                                          | Telefe             |
| 1994      | La marca del deseo         |                                                          | Telefe             |
| 1996      | De poeta y de loco         | Nora                                                     | Canal 13           |
| 1997      | Señoras y señores          | Carla                                                    | Canal 13           |
| 1998-1999 | Gasoleros                  | Roxana "Roxi" Pressuti                                   | Canal 13           |
| 2001      | Culpables                  | Cecilia "Chechu" Groisman                                | Canal 13           |
| 2002      | Tiempo final               | Raquel "Ep: Los ladrones"                                | Telefe             |
| 2002      | Infieles                   | Paula "Ep: Día del aniversario"                          | Telefe             |
| 2005      | Conflictos en red          | Silvia Massey "Ep: Loop"                                 | Telefe             |
| 2005      | Mujeres asesinas 1         | Graciela Hammer "Ep: Graciela Hammer, incendiaria"       | Canal 13           |
| 2006      | Amas de casa desesperadas  | Lía Salgari                                              | Canal 13           |
| 2008      | Socias                     | Inés Asturias                                            | Canal 13           |
| 2011-2012 | El hombre de tu vida       | Gloria Pinotti                                           | Telefe             |
| 2012      | Graduados                  | Dolores "Dolly" López                                    | Telefe             |
| 2012      | Amores de historia         | Clelia Luro "Ep: Clelia y Jerónimo"                      | Canal 9            |
| 2013      | En terapia                 | Andrea Mendel                                            | TV Pública         |
| 2014      | La celebración             | Lola "Ep: Aniversario"                                   | Telefe             |
| 2014-2015 | Guapas                     | Mónica Duarte                                            | Canal 13           |
| 2015      | La casa                    | Paula / Verónica Clausen "Ep: Evangelizadora"            | TV Pública         |
| 2021      | El reino                   | Elena Vázquez Pena                                       | Netflix            |
| 2021      | Maradona, sueño bendito    | Dalma Salvadora Franco "Doña Tota" (adulta)              | Amazon Prime Video |
| 2022      | Iosi, el espía arrepentido | Mónica Raposo "Ep: El idiota útil"                       | Amazon Prime Video |

### Publicitat
| Any  | Producte           | Marca               |
| ---- | ------------------ | ------------------- |
| 1998 | Chambers           | Supermercado Norte  |
| 2002 | Yogur Ser          | Ser                 |
| 2006 | Compras            | Supermercados Disco |
| 2009 | Crema para piernas | Goicochea           |
| 2012 | Medicamento        | Centrum Silver VL   |

### Cinema
| Any  | Títol                            | Personatge         | Director                       |
| ---- | -------------------------------- | ------------------ | ------------------------------ |
| 1987 | Mirta, de Liniers a Estambul     |                    | Jorge Coscia i Guillermo Saura |
| 1989 | Nunca estuve en Viena            | Eugenia            | Antonio Larreta                |
| 1995 | De amor y de sombra              | María Elena        | Betty Kaplan                   |
| 2001 | La Ciénaga                       | Tali               | Lucrecia Martel                |
| 2004 | Whisky Romeo Zulu                | Marcela            | Enrique Piñeyro                |
| 2004 | La niña santa                    | Helena             | Lucrecia Martel                |
| 2004 | Luna de Avellaneda               | Graciela Fernández | Juan José Campanella           |
| 2004 | Diarios de motocicleta           | Celia de la Serna  | Walter Salles                  |
| 2004 | Próxima salida                   | Susana de Velmar   | Nicolás Tuozzo                 |
| 2006 | Remake                           | Carol              | Roger Gual                     |
| 2006 | Cara de queso -mi primer ghetto- | Lilí               | Ariel Winograd                 |
| 2008 | La ronda                         | Mónica             | Inés Braun                     |
| 2008 | Cordero de Dios                  | Teresa             | Lucía Cedrón                   |
| 2008 | Un novio para mi mujer           | Voz de Blanca      | Juan Taratuto                  |
| 2011 | Los Marziano                     | Nena               | Ana Katz                       |
| 2011 | Olympia                          | Directora          | Leo Damario                    |
| 2014 | Betibú                           | Nurit Iscar/Betibú | Miguel Cohan                   |
| 2015 | Llámame Francisco                | Esther Ballestrino | Daniele Luchetti               |
| 2016 | Artax: Un nuevo Comienzo         | Mariana            | Diego Corsini                  |
| 2016 | Neruda                           | Delia del Carril   | Pablo Larraín                  |
| 2018 | El Ángel                         | Ana María Peralta  | Luis Ortega                    |
| 2018 | Sueño Florianópolis              | Lucrecia           | Ana Katz                       |
| 2018 | El amor menos pensado            | Ana                | Juan Vera                      |
| 2018 | Familia sumergida                | Marcela            | María Alché                    |
| 2019 | Araña                            | Inés               | Andrés Wood                    |
| 2022 | Las Rojas                        | Carlota            | Matías Lucchesi                |

## Teatre

### Com actriu
| Any     | Obra                               | Autor                         | Director          | Teatre         |
| ------- | ---------------------------------- | ----------------------------- | ----------------- | -------------- |
| 1983-84 | El efecto de los rayos gamma       | Paul Zindel                   | Carlos Rivas      |                |
| 1985-86 | Una Margarita llamada Mercedes     | Jacobo Langsner               | Omar Grasso       |                |
| 1987-88 | El último de los amantes ardientes | Neil Simon                    | Luis Agustoni     |                |
| 1989-90 | El protagonista ante el espejo     |                               |                   |                |
| 1991    | Locos de contentos                 | Jacobo Langsner               | Carlos Rivas      |                |
| 1992    | Las mujeres de Juan                | Neil Simon                    | Alberto Ure       |                |
| 1994    | Ángeles perdidos                   | Mercedes Morán y Carlos Rivas | Carlos Rivas      |                |
| 1995    | Cristales rotos                    | Arthur Miller                 | Carlos Rivas      |                |
| 1997    | Humores que matan                  | David Mamet & Woody Allen     | Oscar Martínez    |                |
| 2001    | Monólogos de la vagina             | Eve Ensler                    | Lía Jelín         |                |
| 2004-05 | Pequeños crímenes conyugales       | Eric Emmanuel Schmitt         | Rubén Szuchmacher | Paseo La Plaza |
| 2009    | Agosto: Condado de Osage           | Tracy Letts                   | Claudio Tolcachir | Lola Membrives |
| 2012    | Buena Gente                        | David Lindsay-Abaire          | Claudio Tolcachir | Teatro Liceo   |
| 2012    | La brisa de la vida                | David Hare                    | Jorge Azurmendi   | Teatro Regina  |
| 2016    | ¡Ay, amor divino!                  | Mercedes Morán, Unipersonal   | Claudio Tolcachir | Teatro Maipo   |
| 2021    | Theodora                           |                               |                   | Teatro Colon   |

### Com a directora
| Any  | Obra                       | Autor                      | Elenc                                                                | Teatre         | Imatge |
| ---- | -------------------------- | -------------------------- | -------------------------------------------------------------------- | -------------- | ------ |
| 2010 | Amor, dolor y qué me pongo | Delia Ephron & Nora Ephron | Cecilia Roth Leonor Manso Jorgelina Aruzzi Ana Katz Mercedes Scápola | Teatro Tabarís |        |

## Llibres
- 2001 Las diosas se desnudan, amb Betty Couceiro. Editorial Sudamericana.